# Jingle
Un jingle es un tema musical cantado o canción breve utilizada con fines publicitarios. 
Puede ser melódico o cualquier otro género musical, de modo que se consigue que sea fácilmente recordada por las personas. Para que el jingle sea más efectivo, también se incluye un eslogan de la marca o se repite una frase, por ejemplo: «Te invito... por un vecindario nuevo...». Pueden cumplir distintas funciones y se pueden clasificar en varios tipos. El jingle suele tener una duración entre 30 a 60 segundos. Los más importantes son:
- Jingle de programa. Usado para identificar un determinado programa.
- Jingle ID. Es un documento de identidad y sirve para identificar la emisora de radio.

La eficacia de un jingle es esencial porque tiene que imprimirse en la memoria de quien lo escucha. Por esa razón tiene que ser claro, corto y fácilmente identificable para poderse distinguir pronto.
Muchas veces se utilizan canciones preexistentes para lograr atraer al público (ejemplo: Mamá Luquetti - Los Muppets/ Huggies - Don't Worry). Otras veces es solo un eslogan musical, una frase corta en una unidad formal menor. También existen aquellas instrumentales utilizadas como cortina musical.
Al mismo tiempo, los jingles son importantes porque son parte de la construcción del formato radiofónico: también sintetizan el estilo y el alma de la emisora.
Por todas estas razones, la creación de los jingles es confiada a profesionales y es fruto de estrategias de mercado y creatividades distintas.